# Dædalus (Zeitschrift)
Dædalus ist die 1955 gegründete und seit 1958 vierteljährlich erscheinende Zeitschrift der American Academy of Arts and Sciences.
Internationale Aufmerksamkeit erregte Dædalus Anfang 1990 wegen eines nur mit „Z“ gezeichneten Artikels unter dem Titel „To the Stalin Mausoleum“, in dem der Autor vorhersagte, die Tage von Michail Sergejewitsch Gorbatschow als Oberhaupt der Sowjetunion seien gezählt. Hinter dem Pseudonym vermutete die Presse so unterschiedliche Personen wie Zbigniew Brzeziński, Henry Kissinger, Jeane Kirkpatrick, Alexander Haig, Walter Laqueur, Condoleezza Rice oder Robert Zoellick. In Wirklichkeit war es der Russland-Historiker Martin Edward Malia von der University of California at Berkeley. Er hatte sich Anonymität zusichern lassen, um seine Quellen in der Sowjetunion zu schützen.